# Chiesa di Santa Maria dei Domenicani
La chiesa di Santa Maria dei Domenicani a Soave è un edificio quattrocentesco collocato entro le mura scaligere, a dominare la piazza dell'Antenna al centro della città.

## Storia
La chiesa fu voluta nel 1443 dai padri domenicani, che appellandosi alla Santa Sede ottennero il consenso da papa Eugenio IV di poter edificare una chiesa con annesso convento. Queste informazioni ci giungono da Giambattista Biancolini, storico medievalista veronese. A metà del XVII secolo il convento domenicano attraversò un periodo buio a causa della soppressione, voluta da papa Innocenzo X, dei conventi degli ordini mendicanti e non mendicanti, di congregazioni e società che contavano un numero scarso di religiosi. Così, nel 1659 gli abitanti della comunità soavese chiesero e ottennero l'autorizzazione a Venezia di prendere possesso del conventino e di tutte le stanze annesse, impegnandosi inoltre a far celebrare ogni anno centodue messe. Questo avvenne anche grazie al Comune stesso e alle due Confraternite, della Buona Morte e del Rosario, che continuarono a riunirsi nella chiesa fino alla soppressione voluta da Napoleone Bonaparte.
Nel 1871 il convento fu venduto dal Comune e in seguito andò distrutto. La chiesetta divenne nel frattempo oratorio pubblico, la cui manutenzione venne assunta dalla parrocchia di Soave che vi tenne il catechismo e sante messe per i giovani. Nel tempo però l'edificio, che non aveva subito alcun restauro, sembrò destinato ad un totale abbandono. A metà del XX secolo ben due parroci di Soave chiesero sussidi per ridare vigore a questo spazio architettonico caduto in disuso, senza però ottenere riscontri, fino al 5 marzo 1985, data in cui venne approvata l'iniziativa del restauro finanziato dalla Banca Popolare di Verona su richiesta del Comune. È stato compiuto un autentico salvataggio dal valore inestimabile. Il suo patrimonio artistico, con le sue pareti affrescate è stato recuperato e quella che era una vecchia costruzione quattrocentesca che versava in pessime condizioni di estremo degrado e totale fatiscenza è oggi sede di mostre d'arte, rassegne, esposizioni e concerti. Grazie al lavoro di progettisti, architetti e restauratori e naturalmente anche grazie all'esborso economico dell'istituto di credito veronese, la comunità soavese si è potuta riappropriare di uno spazio architettonico storicamente significativo.
Seppur svolgendo una funzione diversa da quella sacra originaria di un tempo, la chiesa Santa Maria dei padri domenicani gode di nuova fruibilità e quindi di nuova vita.

## Profilo architettonico del monumento

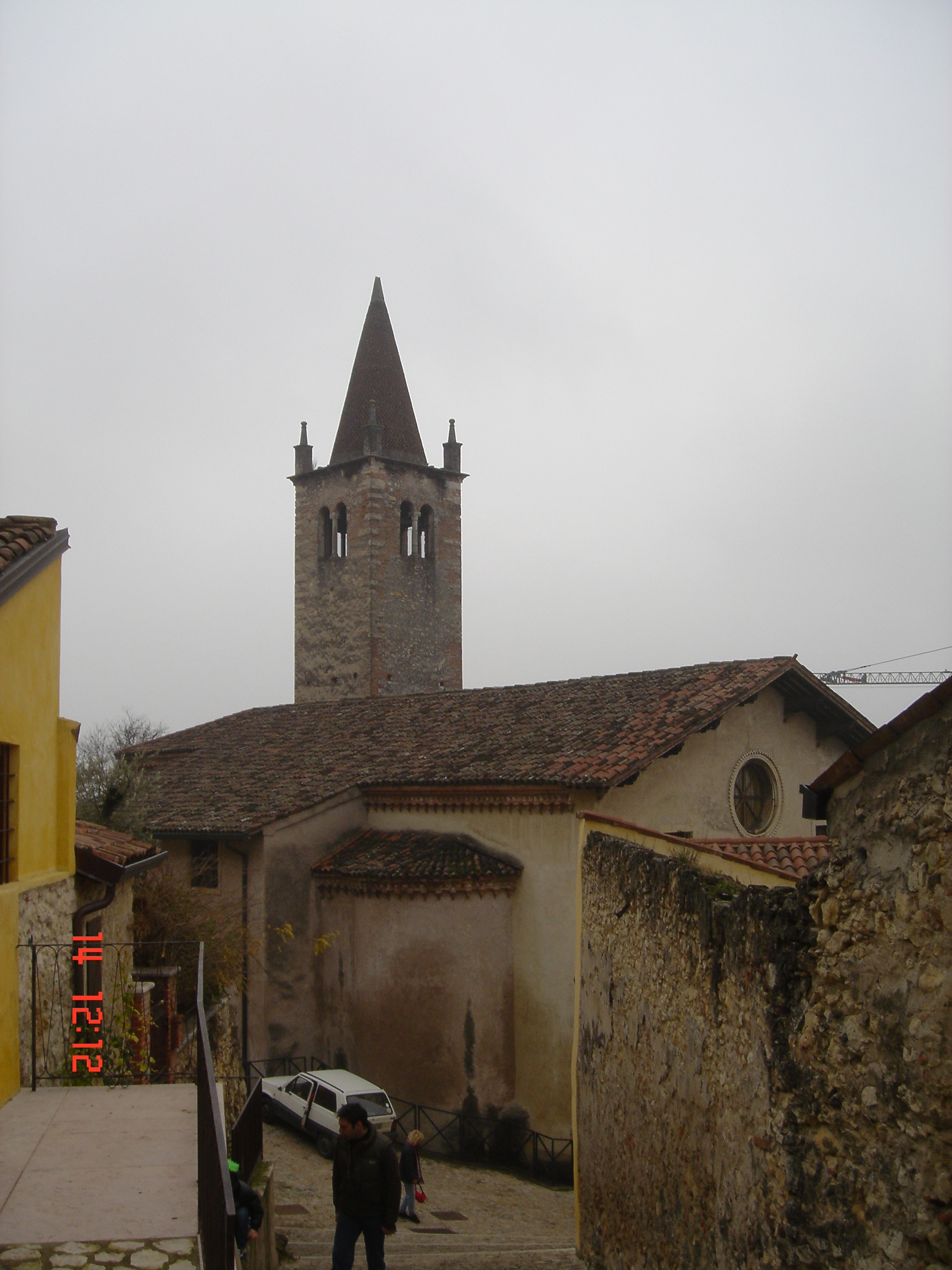
Il campanile della chiesa

L'edificio quattrocentesco presenta forme semplici e una pianta schematica. Ciò nonostante la chiesa è insignita secondo gli
storici di una bellezza antica ed elegante. Le linee, tranquille e dolcemente severe rappresentano il momento di transizione tra due stili: il gotico e il rinascimentale. Le sfumature del verde, del bianco e dell'ocra si alternano in una particolare armonia architettonica. La facciata, rivolta a nord ed abside quadrata, è caratterizzata dalla leggiadria del protiro pensile con volta a tutto sesto e dal rosone finestra contemporaneo del protiro. Di particolare interesse sono le elaborate cornici di gronda in cotto, tipiche della seconda metà del XV secolo. L'interno della chiesa, a navata unica con copertura a capriate lignee, è illuminato da alte e slanciate finestre monofore e bifore in stile gotico. Sullo sfondo sta il bell'altare maggiore, marmoreo, fiancheggiato da due porticine barocche. Al centro ha un grande supporto, per l'esposizione del santissimo, mentre alle sue spalle sorge una cornice di pietra bianca risalente al Cinquecento, formata da una base ai limiti della quale si innalzano due colonne tuscaniche che reggono un timpano triangolare.
Altri tre altari sono disposti nelle cappelle situate nella parete sinistra della chiesa.
Tutte le cappellette, aperte a fine '400 per motivi devozionali, risultano particolarmente interessanti, con i loro archi di tufo a tutto sesto, le lesene finemente scolpite, gli ornamenti, gli affreschi e i loro altari dai marmi policromi. La prima, che si trova entrando sulla sinistra, è dedicata alle Sante Lucia ed Apollonia, come testimonianza di una locale devozione assai diffusa. L'altare, nella sua forma attuale, fu eretto grazie alle offerte degli abitanti soavesi. La seconda cappella, dedicata alla Beata Vergine del Rosario, contiene un altare splendido, elaborato e sfarzoso, senza dubbio opera degli stessi autori della balaustra, che chiude appunto
la cappelletta. L'ultima invece era dedicata al Cristo crocefisso. Una riproduzione del Cristo in croce completamente in legno troneggiava sull'altare. La terza cappelletta doveva essere stata di proprietà di due illustri famiglie, probabilmente di Illasi, che a Soave possedevano terreni. A rivelarlo, gli stemmi alla base delle arcate della cappella e le lapidi sepolcrali poste davanti ad essa. Qui non restano affreschi, ma i colori restaurati delle parti lignee originali, un vivido turchese ed un oro satinato saltano evidenti per la loro sontuosa e padronale brillantezza. Nel complesso, le tre cappelle colpiscono per gli ornamenti a basso rilievo e per gli altri elementi decorativi: il tutto in un'armonia architettonica particolare.

## Affreschi
Tre altari sono presenti anche nelle cappellette che si aprono sulla parete sinistra della navata. Gli affreschi visibili nella prima (quella dedicata alle sante Lucia ed Apollonia), entro due riquadri votivi dai decori classicheggianti, raffigurano le sante titolari: quello di santa Apollonia è estremamente abraso e risulta incompiuto, ben leggibile invece quello raffigurante l'altra Santa. Il ciclo pittorico è dedicato ai Misteri del Rosario, affrescati da ignoto pennello nel 1502, nella seconda cappella a sinistra della navata, dedicata alla beata Vergine del Rosario, è leggibile solo in modo frammentario. La distribuzione dei riquadri superstiti è la seguente: sulla parete sinistra, in lunetta l'Annunciazione e, sotto, la Visitazione; la Natività. la Presentazione al tempio, la Disputa fra i dottori; sulla parete destra, in lunetta: Cristo deriso e, sotto, la Salita al Calvario, la Crocifissione, la Resurrezione, l' Ascensione. Il restauro ha fatto affiorare con evidenza, sullo sfondo del riquadro della Disputa fra i dottori la datazione, tracciata in numeri romani, dell'esecuzione degli affreschi: MCCCCCII (1502). La terza cappella, quella dedicata al Cristo Crocefisso, vede quest'ultimo troneggiare sull'altare grazie ad un'opera interamente intagliata nel legno a grandezza maggiore che al naturale ed attira l'attenzione per l'ottima fattura e per la sua struggente espressione di dolorosa pietà. Negli spazi che separano la cappella del Rosario da quelle dedicate rispettivamente al Crocifisso e alle SS. Lucia e Apollonia, sono venuti alla luce brani di affreschi riferibili a mani e a momenti diversi. I riquadri votivi affioranti rappresentano: un San Sebastiano attribuibile all'autore degli affreschi della parete destra della navata (Il Maestro di S. Lazzaro), un Santo Vescovo, in buona parte incompiuto, un Santo, non bene identificabile, parzialmente coperto da ciò che resta della sagoma di un altro santo.
Tralasciando il piccolo affresco centrale in alto, sopra l'altare maggiore, merita un cenno particolare l'affresco collocato anch'esso in alto sulla parete di fondo, a sinistra rispetto al presbiterio. Vi è raffigurato il Compianto sul Cristo morto. Entro un arco a tutto sesto che si rifà evidentemente, per il tipo di decorazione classicheggiante, ai rilievi lapidei delle tre cappelle a sinistra della navata, è raffigurata la scena del Compianto. Forte è il suo impatto drammatico: la croce, di cui non si vedono i limiti, incombe sulla scena e assurge a simbolo del dolore. I personaggi, plasmati in un'immobilità quasi scultorea, sono però immersi in uno spazio nuovo, suggerito dallo scorcio dell'arco che provoca un'illusione di sfondamento della parete reale. Adiacente a tale affresco vi è un piccolo riquadro con i devoti ed una scritta: "DA/ BARDI/ O PECHADORI. MI AFLITA. ET. AMGUSTIO XA. PIANXETI. VOI PUPILI".
La parete destra è interamente decorata dalle Storie di San Lazzaro. Non è dato sapere, a causa della perdita di uno degli episodi, per l'aggiunta settecentesca di un pulpito con baldacchino, la precisa sequenza delle Storie. È comunque evidente che viene rappresentato Lazzaro nella contaminazione che si ebbe nel medioevo fra Lazzaro risorto, amico di Cristo, e la parabola di Lazzaro e il ricco Epulone. Pertanto Lazzaro viene spesso rappresentato nelle vesti di mendicante e lebbroso e perciò divenne patrono, oltre che dei becchini, anche dei mendicanti e dei lebbrosi. La lettura iconografica dell'opera prende l'avvio dalla scena centrale della Morte di Lazzaro mendico, la cui anima viene portata in cielo da angeli. Ai lati di questo episodio, Lazzaro e Giobbe assunti a modello rispettivamente di povertà e pazienza, essendo rifiutati dagli uomini, si rifugiano nella chiesa di Dio, simboleggiata dai vescovi. Lazzaro compare in alto nel giudizio finale accanto ai progenitori Adamo e Eva e al profeta Mosè, mentre l'Arcangelo Michele si appresta ad allontanare i dannati che già stanno per essere afferrati dai demoni. Nei riquadri inferiori si vede il ricco Epulone portato via dai diavoli e quindi dannato fra le fiamme dell'inferno.
Al di sotto delle Storie di Lazzaro, entro cornici architettoniche, sono dipinte al centro un Santo penitente, a sinistra San Domenico reggente il modellino di una chiesa, a destra San Francesco, simboli di fede, sottomissione e umiltà. Il tutto è suggellato da uno stemma, purtroppo frammentario, in cui è riconoscibile la parziale sagoma di un leopardo. A destra e a sinistra del ciclo delle Storie di S. Lazzaro sono visibili altre due raffigurazioni riferibili ad identica mano, inserite entro cornici architettoniche classicheggianti. Raffigurano entrambe la Madonna in trono con bambino attorniata da veri santi fra i quali si riconoscono, per l'affresco di destra Santa Lucia, San Sebastiano e Sant'Antonio abate. Quest'affresco, contrariamente all'altro a sinistra deturpato e lacunoso, si presta ad una più agevole lettura: riporta infatti, anche se parzialmente abrasa, la datazione, riconoscibile con tutta probabilità come 1474. Questa data è elemento cardine per la collocazione storica dell'ignoto maestro delle Storie di S. Lazzaro. Infine alle Storie e ai riquadri votivi, si ricollega anche la Santa Martire col piccolo crocifisso che compare in fondo alla navata, sulla destra.